# FA Cup 1899-1900
La FA Cup 1899-1900 fu la ventinovesima edizione del torneo calcistico più vecchio del mondo. Vinse per la prima volta il Bury.

## Calendario
| Turno                           | Data                     |
| ------------------------------- | ------------------------ |
| Turno preliminare               | Sabato 16 settembre 1899 |
| Primo turno di qualificazione   | Sabato 30 settembre 1899 |
| Secondo turno di qualificazione | Sabato 14 ottobre 1899   |
| Terzo turno di qualificazione   | Sabato 28 ottobre 1899   |
| Quarto turno di qualificazione  | Sabato 18 novembre 1899  |
| Quarto turno di qualificazione  | Sabato 9 dicembre 1900   |
| Primo turno                     | Sabato 27 gennaio 1900   |
| Secondo turno                   | Sabato 10 febbraio 1900  |
| Terzo turno                     | Sabato 24 febbraio 1900  |
| Semifinali                      | Sabato 24 marzo 1900     |
| Finale                          | Sabato 21 aprile 1900    |

## Primo turno
| Numero partita | Squadra locale          | Punteggio | Squadra ospite          | Data             |
| -------------- | ----------------------- | --------- | ----------------------- | ---------------- |
| 1              | Jarrow                  | 0-2       | Millwall Athletic       | 27 gennaio 1900  |
| 2              | Bristol City            | 2-1       | Stalybridge Rovers      | 27 gennaio 1900  |
| 3              | Burnley                 | 0-1       | Bury                    | 27 gennaio 1900  |
| 4              | Preston North End       | 1-0       | Tottenham Hotspur       | 27 gennaio 1900  |
| 5              | Southampton             | 3-0       | Everton                 | 27 gennaio 1900  |
| 6              | Stoke                   | 0-0       | Liverpool               | 27 gennaio 1900  |
| Ripetizione    | Liverpool               | 1-0       | Stoke                   | 1º febbraio 1900 |
| 7              | Walsall                 | 1-1       | West Bromwich Albion    | 27 gennaio 1900  |
| Ripetizione    | West Bromwich Albion    | 6-1       | Walsall                 | 1º febbraio 1900 |
| 8              | Notts County            | 6-0       | Chorley                 | 27 gennaio 1900  |
| 9              | Nottingham Forest       | 3-0       | Grimsby Town            | 27 gennaio 1900  |
| 10             | Sheffield Wednesday     | 1-0       | Bolton Wanderers        | 27 gennaio 1900  |
| 11             | Derby County            | 2-2       | Sunderland              | 27 gennaio 1900  |
| Ripetizione    | Sunderland              | 3-0       | Derby County            | 31 gennaio 1900  |
| 12             | Sheffield United        | 1-0       | Leicester Fosse         | 27 gennaio 1900  |
| 13             | Newcastle United        | 2-1       | Reading                 | 27 gennaio 1900  |
| 14             | Manchester City         | 1-1       | Aston Villa             | 27 gennaio 1900  |
| Ripetizione    | Aston Villa             | 3-0       | Manchester City         | 31 gennaio 1900  |
| 15             | Queens Park Rangers     | 1-1       | Wolverhampton Wanderers | 27 gennaio 1900  |
| Ripetizione    | Wolverhampton Wanderers | 0-1       | Queens Park Rangers     | 31 gennaio 1900  |
| 16             | Portsmouth              | 0-0       | Blackburn               | 27 gennaio 1900  |
| Ripetizione    | Blackburn               | 1-1       | Portsmouth              | 1º febbraio 1900 |
| Ripetizione    | Blackburn               | 5-0       | Portsmouth              | 5 febbraio 1900  |

## Secondo turno
| Numero partita | Squadra locale       | Punteggio | Squadra ospite       | Data             |
| -------------- | -------------------- | --------- | -------------------- | ---------------- |
| 1              | Liverpool            | 1-1       | West Bromwich Albion | 17 febbraio 1900 |
| Ripetizione    | West Bromwich Albion | 2-1       | Liverpool            | 21 febbraio 1900 |
| 2              | Preston North End    | 1-0       | Blackburn            | 17 febbraio 1900 |
| 3              | Southampton          | 4-1       | Newcastle United     | 17 febbraio 1900 |
| 4              | Notts County         | 0-0       | Bury                 | 10 febbraio 1900 |
| Ripetizione    | Bury                 | 2-0       | Notts County         | 14 febbraio 1900 |
| 5              | Nottingham Forest    | 3-0       | Sunderland           | 10 febbraio 1900 |
| 6              | Aston Villa          | 5-1       | Bristol City         | 10 febbraio 1900 |
| 7              | Sheffield United     | 1-1       | Sheffield Wednesday  | 17 febbraio 1900 |
| Ripetizione    | Sheffield Wednesday  | 0-2       | Sheffield United     | 19 febbraio 1900 |
| 8              | Queens Park Rangers  | 0-2       | Millwall Athletic    | 17 febbraio 1900 |

## Terzo turno
| Numero partita | Squadra locale    | Punteggio | Squadra ospite       | Data             |
| -------------- | ----------------- | --------- | -------------------- | ---------------- |
| 1              | Preston North End | 0-0       | Nottingham Forest    | 24 febbraio 1900 |
| Ripetizione    | Nottingham Forest | 1-0       | Preston North End    | 28 febbraio 1900 |
| 2              | Southampton       | 2-1       | West Bromwich Albion | 24 febbraio 1900 |
| 3              | Sheffield United  | 2-2       | Bury                 | 24 febbraio 1900 |
| Ripetizione    | Bury              | 2-0       | Sheffield United     | 1º marzo 1900    |
| 4              | Millwall Athletic | 1-1       | Aston Villa          | 24 febbraio 1900 |
| Ripetizione    | Aston Villa       | 0-0       | Millwall Athletic    | 28 febbraio 1900 |
| Ripetizione    | Millwall Athletic | 2-1       | Aston Villa          | 5 marzo 1900     |

## Semifinali
| Numero partita | Squadra locale | Punteggio | Squadra ospite    | Data          |
| -------------- | -------------- | --------- | ----------------- | ------------- |
| 1              | Bury           | 1-1       | Nottingham Forest | 24 marzo 1900 |
| Ripetizione    | Bury           | 3-2       | Nottingham Forest | 29 marzo 1900 |
| 2              | Southampton    | 0-0       | Millwall Athletic | 24 marzo 1900 |
| Ripetizione    | Southampton    | 3-0       | Millwall Athletic | 28 marzo 1900 |

## Finale
| Arbitro: | Arthur Kingscott |

|                                                       |           |  |
| Jasper McLuckie 9’ 23’ Willie Wood 16’ John Plant 80’ | Marcatori |  |